# 稻垣柚香
稻垣柚香（日语：／ Inagaki Yuzuka，2001年9月10日—），日本女子摔跤运动员。她曾代表日本参加中国西安举行的2019年亚洲摔跤锦标赛，获得女子自由式59公斤级金牌。